# روابط افغانستان و قزاقستان
روابط دیپلماتیک میان افغانستان و قزاقستان در ۱۲ فبروری سال ۱۹۹۲ برقرار شد. قزاقستان مأموریت و فعالیت‌های دیپلماتیک خودرا که در ماه سپتامبر سال ۲۰۰۲ در شهر کابل آغاز نموده بود، در ماه جون سال ۲۰۰۳ به سفارت تبدیل شد. از ۱۳ جون سال ۲۰۱۱ اومرتای باتیموف به عنوان سفیر کبیر و نمایندهٔ فوق‌العادهٔ جمهوری قزاقستان در جمهوری اسلامی افغانستان کار می‌نماید.